# Manoir de Correc
Le manoir de Correc est situé à Saint-Gelven en France.

## Localisation
Le manoir est situé sur la commune de Saint-Gelven  dans le département des Côtes-d'Armor, dans la région Bretagne.

## Description
Le manoir comprend un corps de bâtiment rectangulaire, des communs, et un mur d'enclos percé d'un double porche et flanqué de deux tours circulaires. Le corps de logis se terminait à l'ouest par un donjon à trois étages aujourd'hui rasé. L'ensemble présente un appareil de schiste, et des encadrements de granit à certaines portes et fenêtres.

## Historique
Vers 1450, un cadet de la famille de Rohan construit le manoir de Correc, une métairie, des étangs, des moulins à eau et bien d'autres choses encore. Le fief de Correc comprenait également : maisons, chaussées, vergers, moulins à vent, prés, terres chaudes et froides, rentes, prééminence, dîmes ainsi que tenues. Henri Frotier de La Messelière écrit que le fief de Correc fut l'un des plus importants de la chastellenie de Corlay et possédait cour et juridiction de haute justice. Il rend justice dans les communes de Laniscat, Saint-Gelven et Saint-Igeaux. La seigneurie relevait du prince de Guémené. Il est possible qu'il s'agissait d'une juveigneurie de la maison de Rohan. Après être passé aux mains d'un capitaine espagnol, Diégo Suasse, vers la fin du XVe siècle, le manoir rejoint les biens de la famille des Cognets. Le fief passa dans les mains de celle-ci après que Marie-Renée de Suasse épousa, en 1634, Jean des Cognets, seigneur de la Ronxière à Matignon (Côtes-d'Armor) et de la Noë à Pordic. Toussaint des Cognets entreprend des grands travaux vers 1667. Sans successeur désigné dans la lignée familiale des propriétaires, le manoir échoit vers 1760 à un capitaine de Maine-infanterie, chef de Chouans à la Révolution. Vendu en 1883 à la famille Mottin de la Balme, il fut transformé en ferme et resta en activité jusque 1972.
Le manoir est restauré depuis 2015 par ses nouveaux propriétaires qui l'ont acheté en 1991.
Il est inscrit partiellement au titre des monuments historiques par arrêté du 18 décembre 1980.

## Protection
Éléments protégés : les façades et toitures du corps de logis principal et des communs avec leurs tours d'angle et le mur de clôture avec son porche.